# Arsinoe II

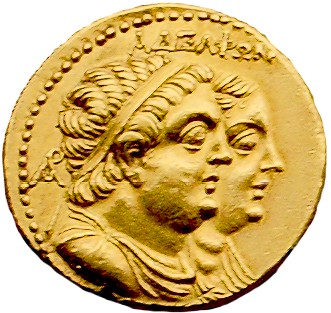
Oktodrachma Ptolemeusza II i Arsinoe II

Arsinoe II Filadelf (gr. Άρσινόη Φιλάδελφος, Arsinόē Philádelphos, ur. ok. 316, zm. lipiec 270 p.n.e.) – władczyni Heraklei Pontyjskiej w latach 284–281 p.n.e., królowa Egiptu od 277 p.n.e. do swej śmierci. Córka króla Egiptu Ptolemeusza I Sotera i królowej Bereniki I.

## Życie

### Małżeństwo z Lizymachem
W r. 299 p.n.e. Arsinoe poślubiła króla Tracji Lizymacha, który pozostawił dla niej swą drugą żonę Amastris, władczynię Heraklei Pontyjskiej, z którą miał syna Aleksandra Arridajosa, przyszłego króla Macedonii. Amastris powróciła do Heraklei. Ok. r. 284 p.n.e. Ptolemeusz II Filadelfos, brat Arsinoe, poślubił Arsinoe I, córkę Lizymacha i jego pierwszej żony Nikaji. Arsinoe II urodziła mężowi Lizymachowi trzech synów: Ptolemeusza (zm. po 240 p.n.e., przyszłego króla Macedonii, Lizymacha (ur. ok. 297, zm. 281 p.n.e.) i Filipa (ur. ok. 294, zm. 281 p.n.e.).
Gdy Amastris, była żona męża, została podstępnie zabita przez jej dwóch synów Klearchosa II i Oksatresa, Lizymach postanowił ich za to ukarać. Udając przyjaźń, przyjechał do Heraklei, celem wyświadczenia im przysługi. Kłamiąc, że żywi do nich takie same uczucia jak do ich ojca, uśmiercił najpierw Klearcha II, potem Oksatresa. Po ich ukaraniu przejął opiekę nad miastem, zabrał bogactwa tyranów. Dał mieszkańcom możność wprowadzenia demokracji, po czym odjechał do swego królestwa. Po powrocie wychwalał byłą żonę Amastris, sławił Herakleję, częściowo chwalił Tios i miasto Amastris noszące imię założycielki. Te pochwały wzbudziły u żony Arsinoe II chęć zostania władczynią tych miast. Poprosiła męża, by ten dał jej te miasta. Lizymach dopiero z upływem czasu uległ, dając jej Herakleję Pontyjską we władanie. Arsinoe wprowadziła do miasta Heraklidesa z Kyme jako prefekta. Ten rządził miastem dobrze, lecz oskarżał wielu obywateli i dawał im kary. Arsinoe postanowiła oczernić, celem zapewnienia dzieciom tronu, Agatoklesa, syna Lizymacha i Nikaji i męża jej siostry przyrodniej Lizandry. Oskarżała go, że chce przejąć władzę po Lizymachu. Ten kazał zgładzić syna za pomocą trucizny, jednak bezskutecznie, bowiem syn wiedząc o tym zwymiotował ją. Potem kazał wtrącić syna do więzienia. Został tam zamordowany przez Ptolemeusza Keraunosa, przyrodniego brata Arsinoe, w r. 283/282 p.n.e. Gdy Lizymach zginął w bitwie pod Kuropedion (r. 281 p.n.e.), mieszkańcy Heraklei Pontyjskiej pozbawili Arsinoe rządów nad miastem, zamykając w więzieniu jej prefekta Heraklidesa.

### Małżeństwo z Ptolemeuszem Keraunosem
W r. 281 p.n.e. Arsinoe po śmierci męża była zmuszona uchodzić z dziećmi z Efezu do Macedonii, by schronić się w Kassandrei. Pod koniec roku zgodziła się poślubić Ptolemeusza Keraunosa, swego brata przyrodniego i króla Macedonii. Po uroczystościach weselnych zaprosiła go do Kasandrei, czym spowodowała śmierć dwóch swych młodszych synów Lizymacha i Filipa z rąk małżonka. Ratując życie, sama uciekła na wyspę Samotrakę do świątyni Kabirów. Keraunos zginął podczas wojny z Celtami w r. 279 p.n.e.

### Królowa Egiptu

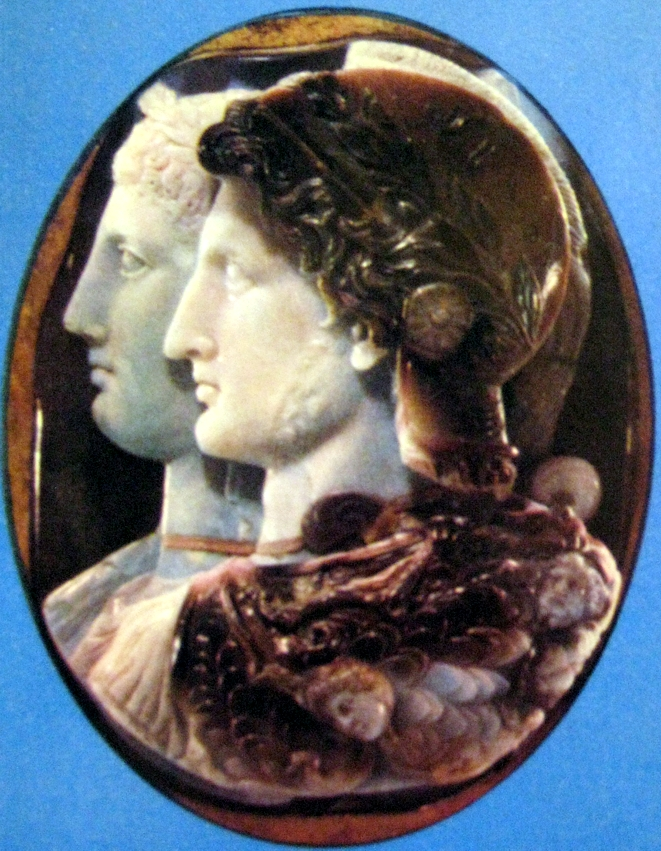
Tzw. Kamea Gonzaga z profilami Ptolemeusza II i Arsinoe II, Ermitaż (Rosja)

Ptolemeusz III, jedyny żyjący syn Arsinoe II i Lizymacha został ogłoszony królem Macedonii po Antypatrze II Etezjaszu tego samego roku. Zapewne został usunięty po śmierci wodza Sostenesa w r. 277 p.n.e. Wówczas Arsinoe prawdopodobnie postanowiła przybyć do kraju wraz z synem, dążąc do zawarcia związku małżeńskiego z Ptolemeuszem II Filadelfem, rodzonym bratem i królem Egiptu. Wcześniej doprowadziła do usunięcia jego legalnej żony Arsinoe I, oskarżając ją nawet o domniemany udział w spisku. Ptolemeusz II pod zarzutem cudzołóstwa skazał ją na zesłanie do miasta Koptos w Górnym Egipcie. W r. 277 p.n.e. Arsinoe II, nie mając rywalki, poślubiła rodzonego brata. Małżeństwo to wywołało skandal w świecie greckim, bowiem było kazirodcze (jakkolwiek uznawane w tradycji egipskiej). Odtąd Arsinoe II rządziła razem z bratem-małżonkiem do swej śmierci. Wraz z tytułem królowej otrzymała egipskie imię tronowe z kartuszem nadawane przez kapłanów. Otaczała się poetami i uczonymi. Prawdopodobnie nakłoniła męża do wojny z Seleucydami (I wojna syryjska), zamierzając odzyskać miasta przyznane jej przez Lizymacha. Podjudzała męża, by zgładził brata Argajosa oraz przyrodniego brata (o nieznanym imieniu); obydwu oskarżono o spisek przeciw rodzinie królewskiej.

### Kult
Za życia oddawano cześć boską jako bogini „Kochającej brata” (Theá Philádelphos). Przedstawiano ją jako personifikację egipskiej Hathor, bogini nieba z rogami krowimi na głowie. Arsinoe II była wzorem i punktem odniesienia dla następnych królowych, a jej kult był popularny nawet w czasach rzymskich. Ptolemeusz II po jej śmierci pogrążył się w smutku. Czcząc jej pamięć, wzniósł mauzoleum, zwane Arsinoeion i założył miasto Arsinoe (ob. Suez). Śmierć żony opiewał największy poeta tych czasów – Kallimach z Cyreny w poemacie Arsinoe. Ptolemeusz II początkowo postanowił adoptować Ptolemeusza, syna Arsinoe II i Lizymacha oraz byłego króla Macedonii (otrzymał on dla rozróżnienia przydomek Nios – „Syn”), czyniąc go także współregentem (współrządził z nim w latach 267–259 p.n.e.). Z nieznanych powodów zmienił jednak decyzję, bowiem ostatecznie następcą uczynił Ptolemeusza (III), swego syna z Arsinoe I.

## Tytulatura
- gr.: basilissa Arsinoe II Thea Philadelphos (królowa Arsinoe, Bogini Miłująca Brata)
- egip.: Arsinoat

| G39 | N5 |

|                      |           |          |    |    |    |
| \| \| \| \| \| \| \| |           |          |    |    |    |
|                      |           |          |    |    |    |
| M17                  | E23 · O34 | D4 · N35 | X1 | G1 | H8 |

| M17 | E23 · O34 | D4 · N35 | X1 | G1 | H8 |

|                      |           |          |    |    |    |
| \| \| \| \| \| \| \| |           |          |    |    |    |
|                      |           |          |    |    |    |
| M17                  | E23 · O34 | D4 · N35 | X1 | G1 | H8 |

| M17 | E23 · O34 | D4 · N35 | X1 | G1 | H8 |

Chenemetibenmaat Meretneczeru (Ta, która skupia w sercu Maat, ukochana przez bogów)
| M23 · X1 | L2 · X1 |

|                   |    |     |     |     |
| \| \| \| \| \| \| |    |     |     |     |
|                   |    |     |     |     |
| W9 · F34 · N35    | H6 | A40 | R8A | N36 |

| W9 · F34 · N35 | H6 | A40 | R8A | N36 |

|                   |    |     |     |     |
| \| \| \| \| \| \| |    |     |     |     |
|                   |    |     |     |     |
| W9 · F34 · N35    | H6 | A40 | R8A | N36 |

| W9 · F34 · N35 | H6 | A40 | R8A | N36 |

## Upamiętnienie
Od imienia królowej pochodzi nazwa rodzajowa kopalnego (eoceńskiego) ssaka Arsinoitherium. Skamieniałości gatunku typowego Arsinoitherium zitteli zostały znalezione po raz pierwszy w oazie Fajum, w okolicach miasta Szedet, które w III wieku p.n.e. nazywało się również Arsinoe.